# Honda N-BOX
Honda N-BOX (яп. ホンダ・N-BOX; Honda Enubokkusu) — кей-кар, выпускаемый с декабря 2011 года компанией Honda для японского рынка.

## Первое поколение (JF1/2; 2011)
Первое поколение N-BOX было представлено 27 октября 2011 года, а производство автомобилей началось 30 ноября того же года.

5 июля 2012 года была выпущена версия N-BOX+, основанная на N Concept 3. Она имеет наклонный погрузочный пол в задней части и может быть оснащена откидной рампой, что позволяет сворачивать тяжёлые грузы в грузовой отсек. Гибкое расположение сидений позволяет создать множество различных конфигураций.

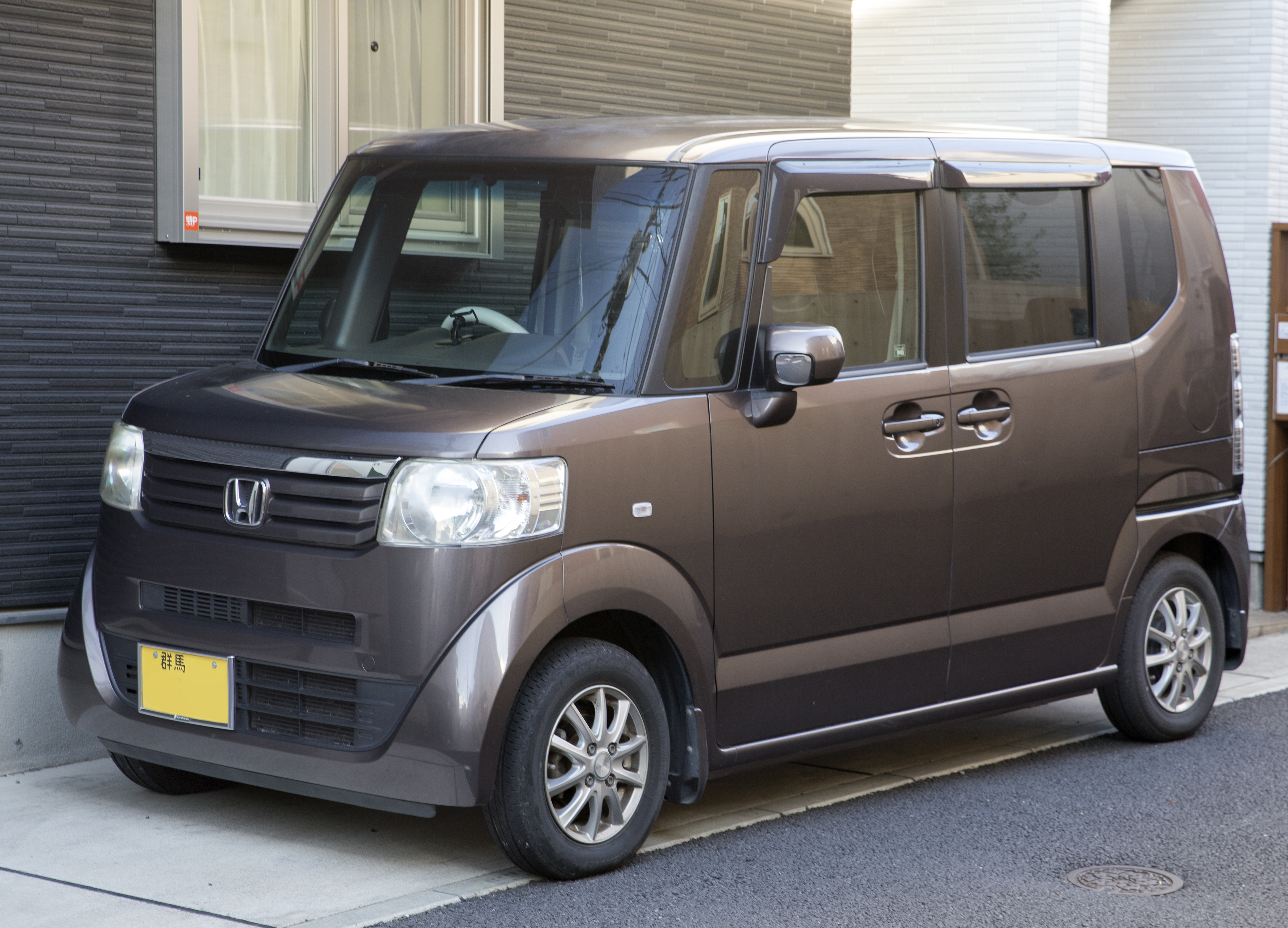
Honda N-BOX в окрасе Premium Bronze Pearl
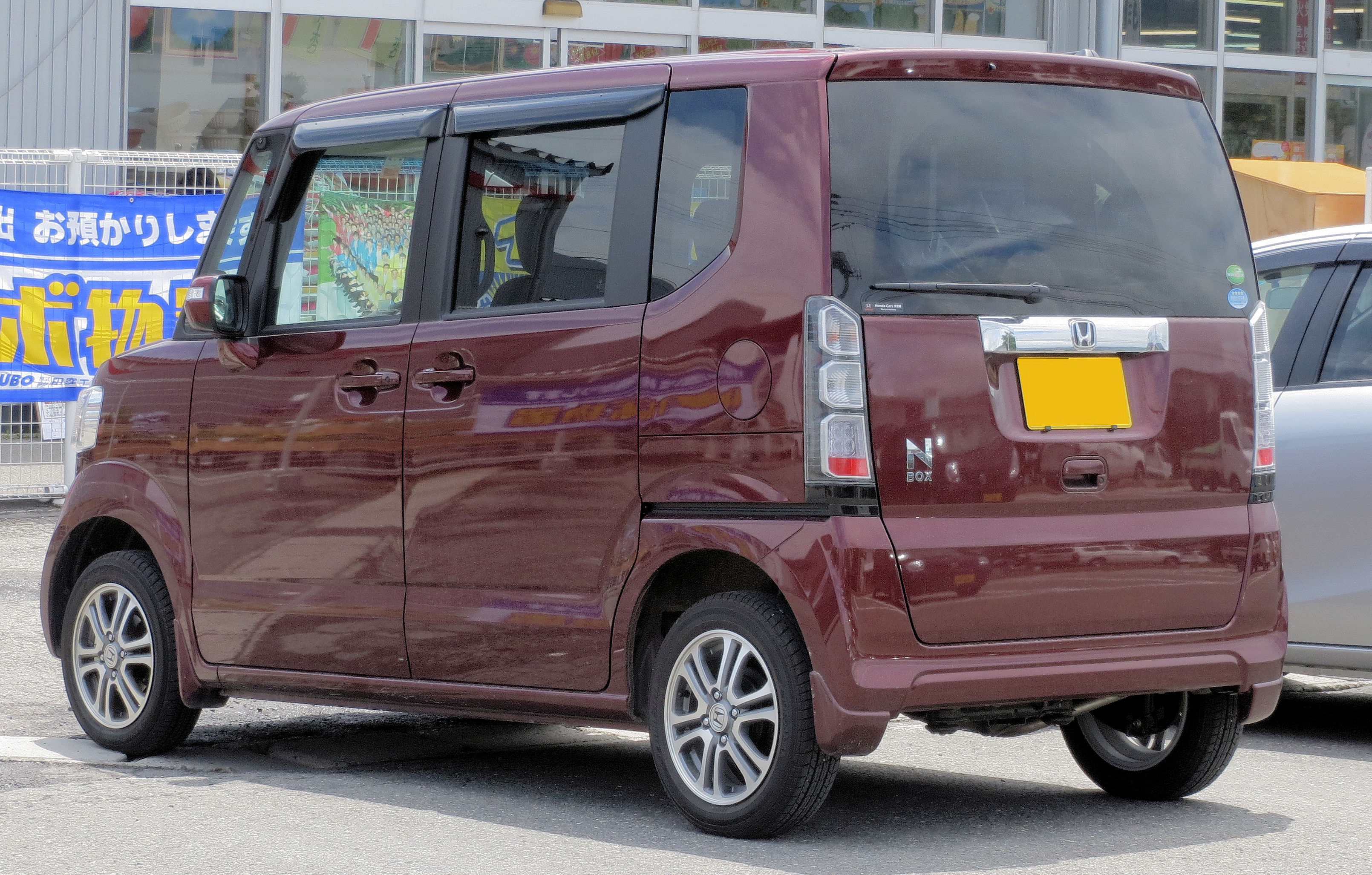
Вид сзади
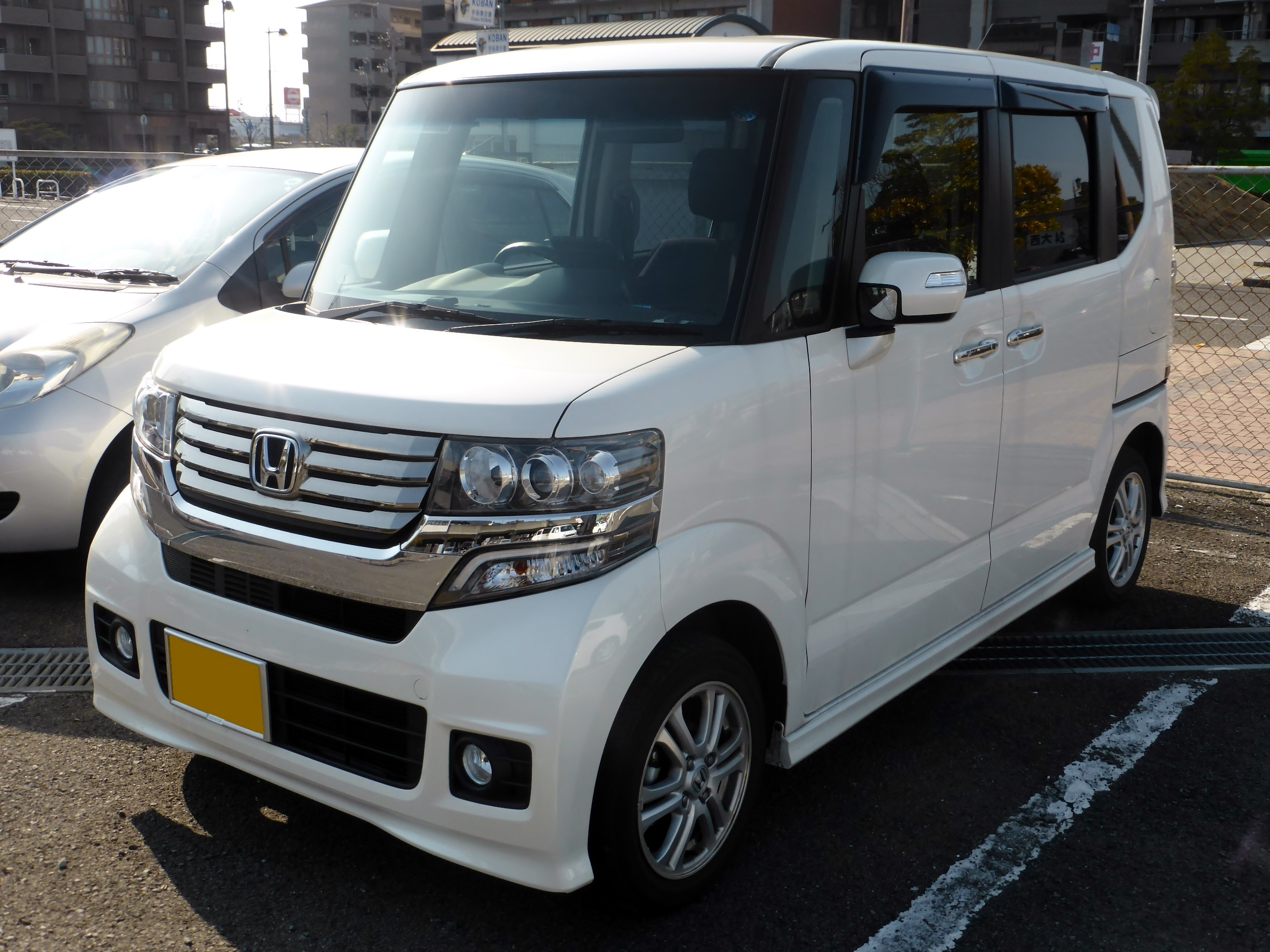
N-BOX Custom
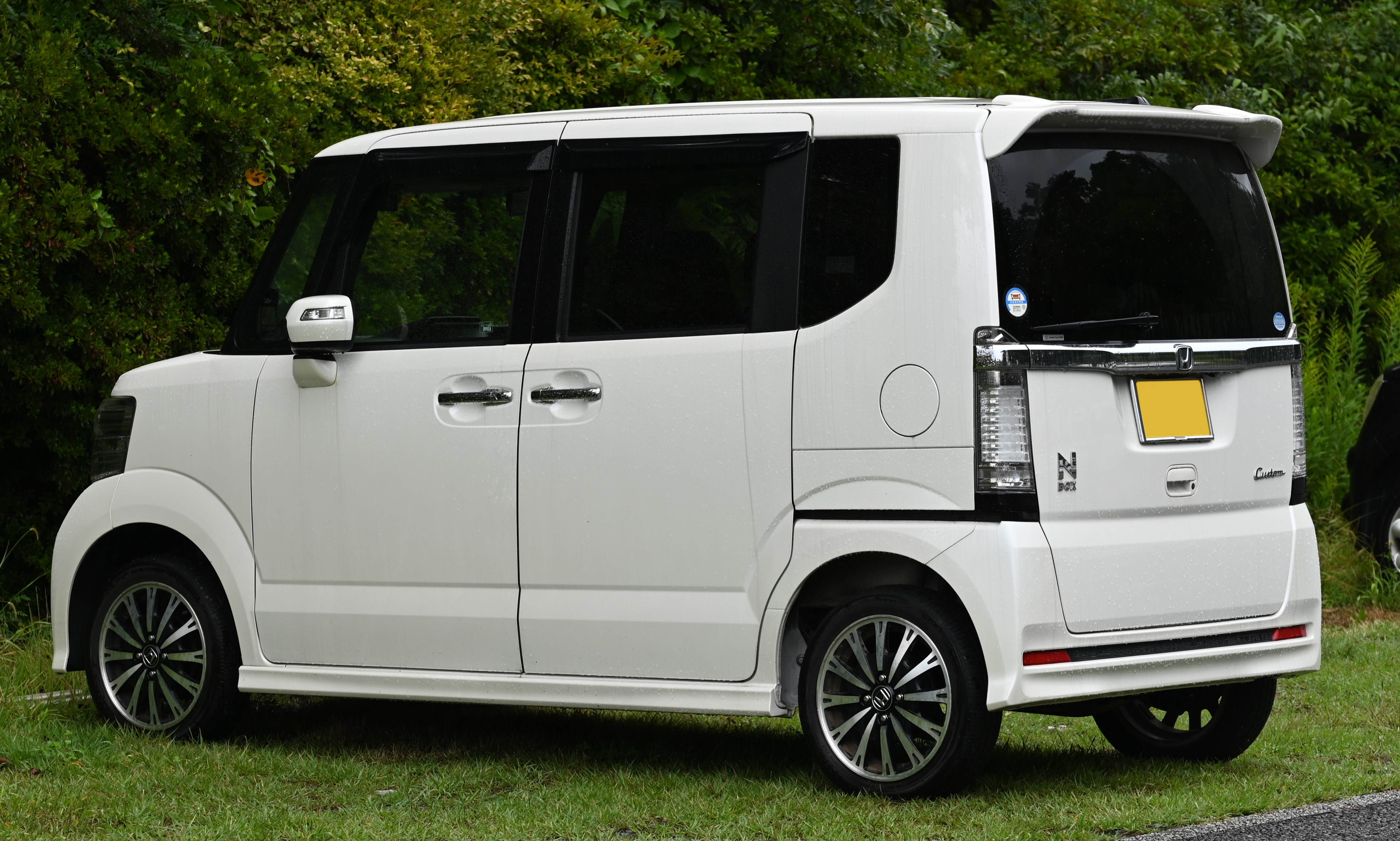
Вид сзади
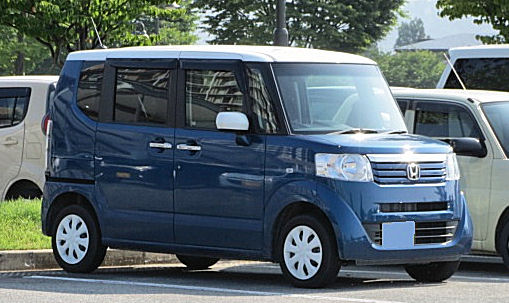
N-BOX+
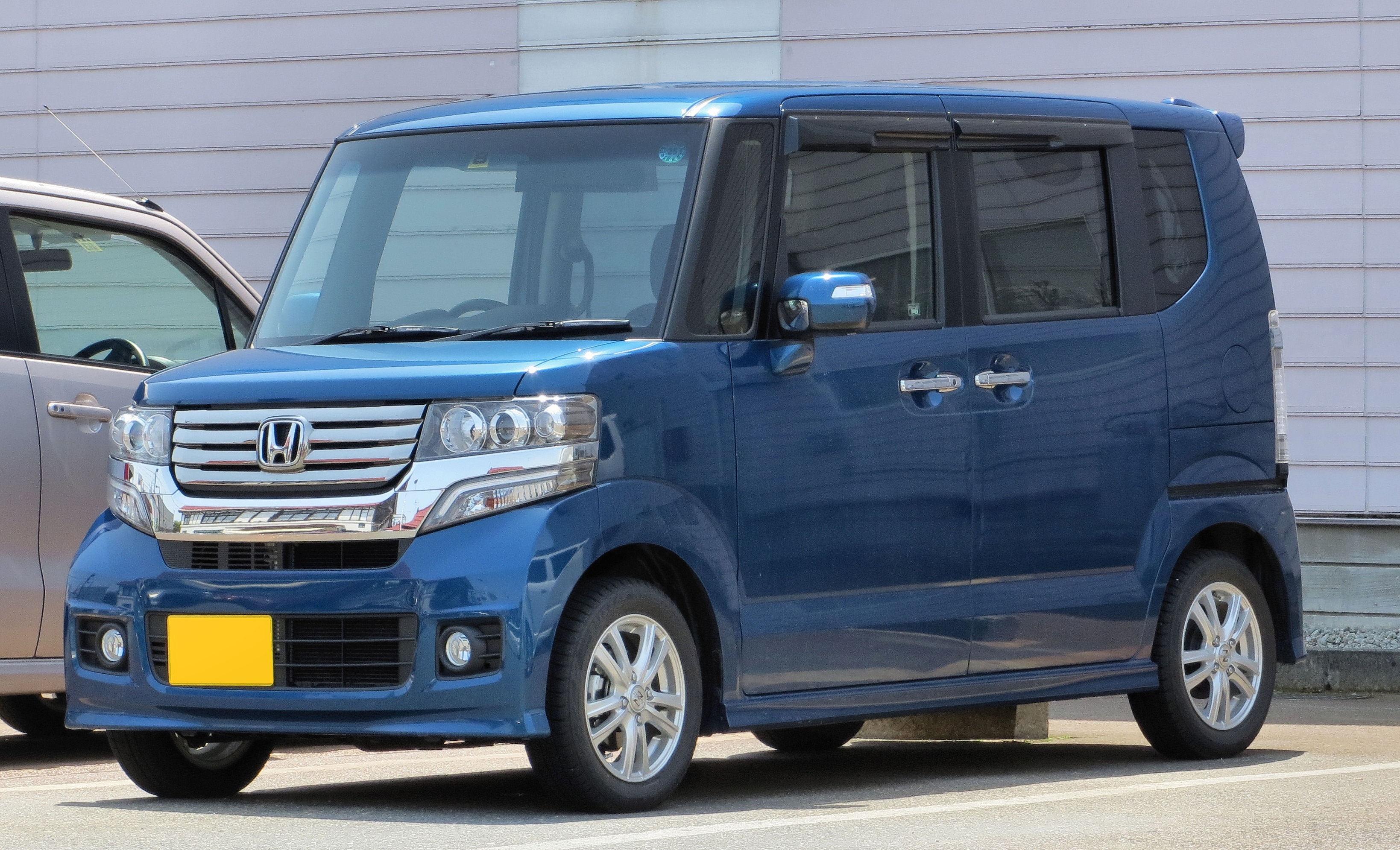
N-BOX+ Custom
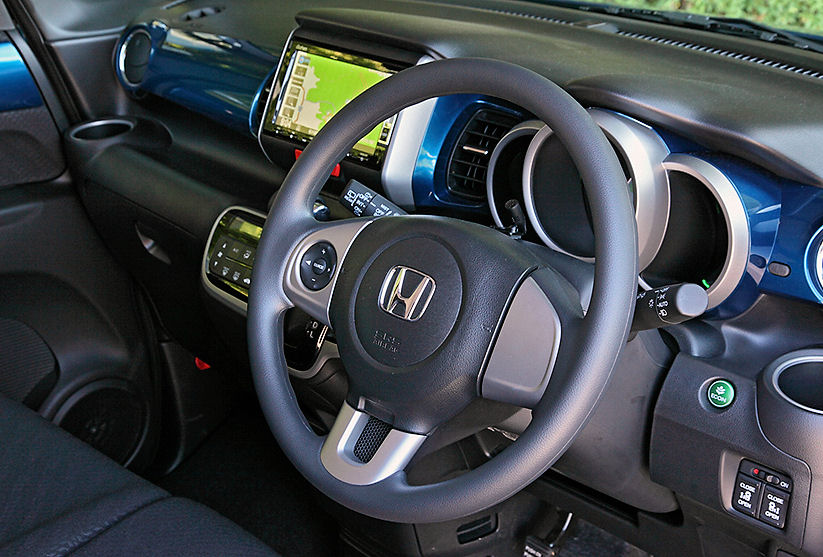
Интерьер

### N-BOX Slash (JF1/2; 2014)
N-BOX Slash, запущенный в производство в декабре 2014 года, являлся версией N-BOX с низкой крышей и откидной задней дверью.

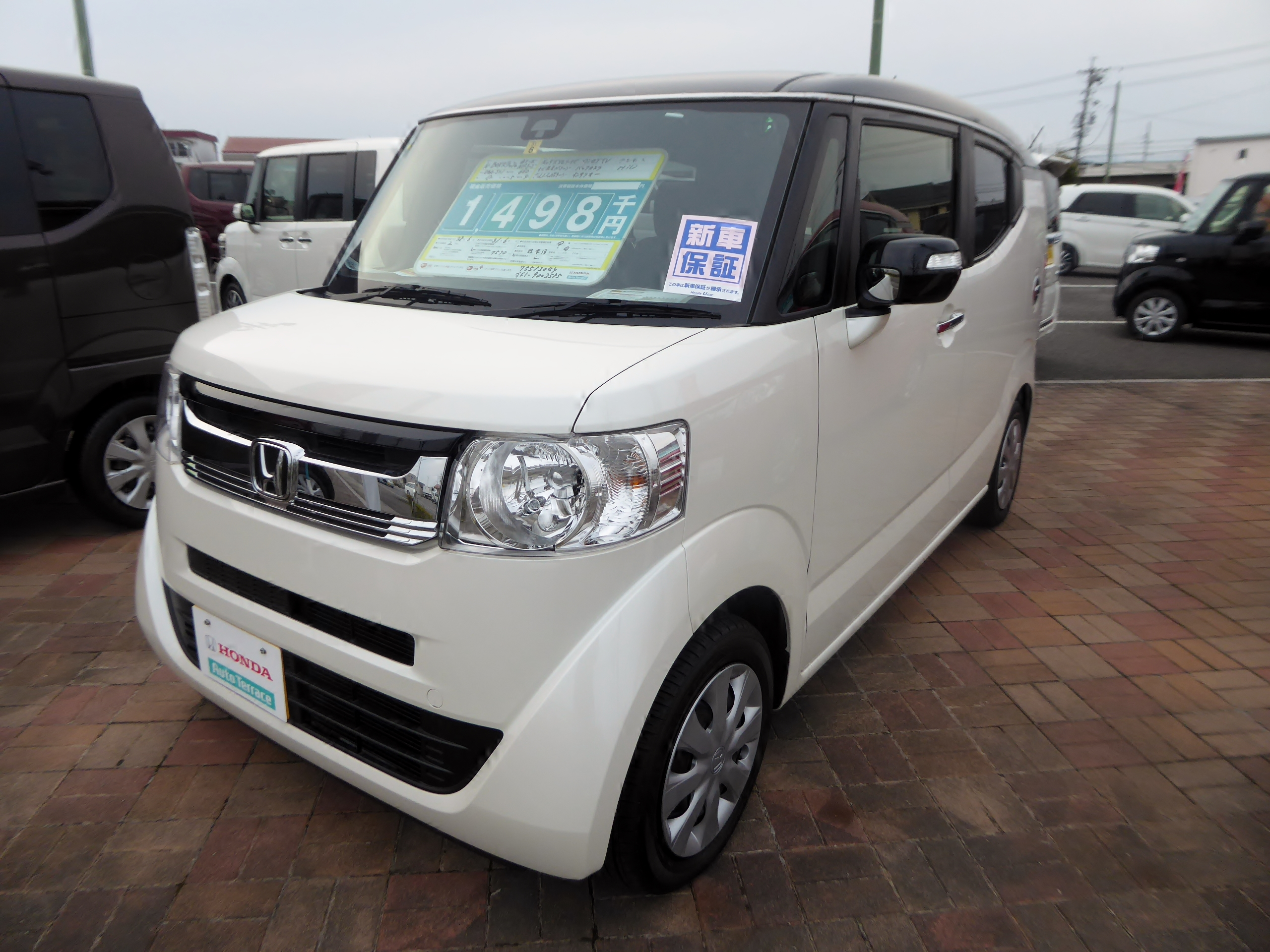
Honda N-BOX Slash
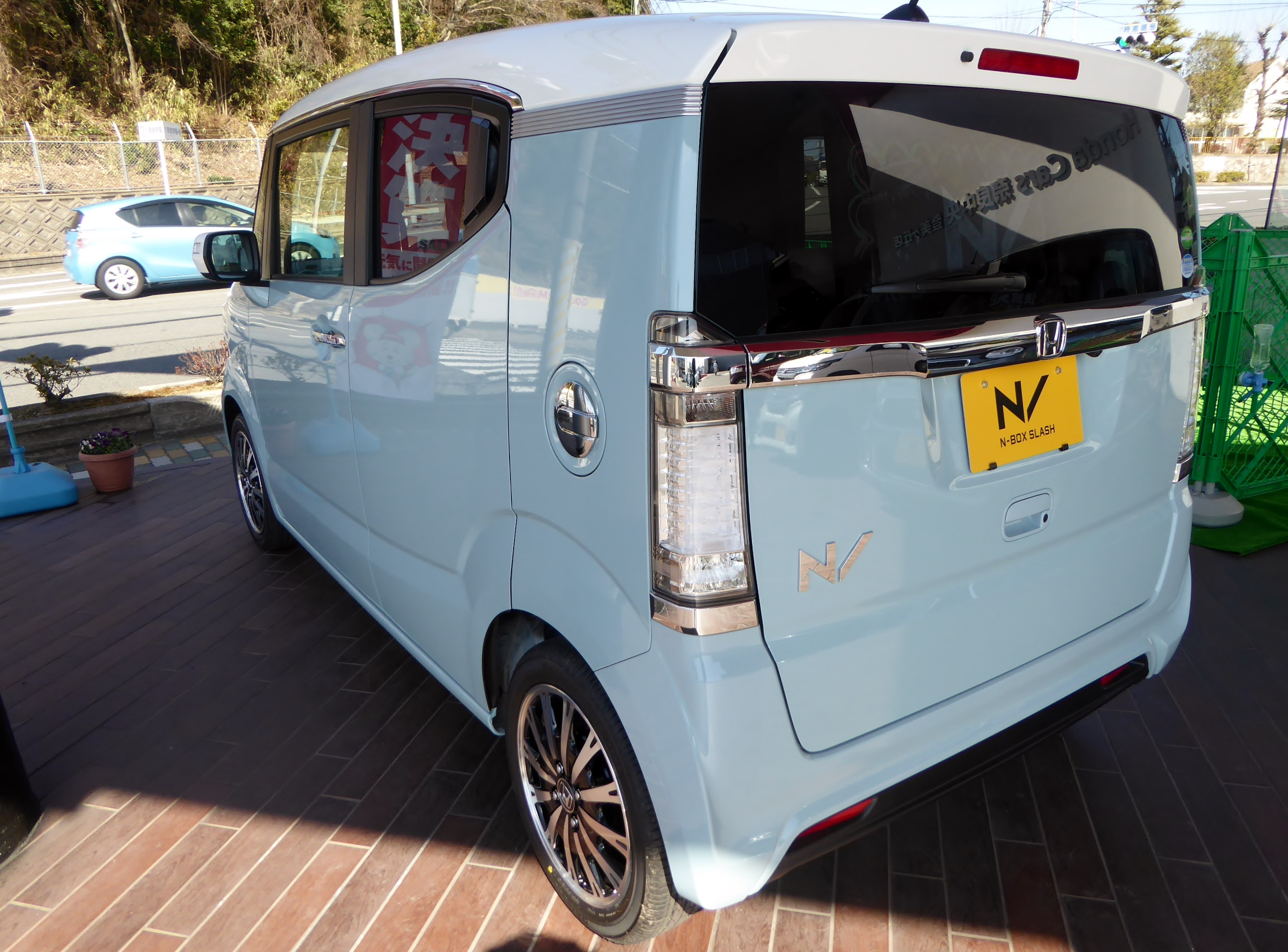
Вид сзади
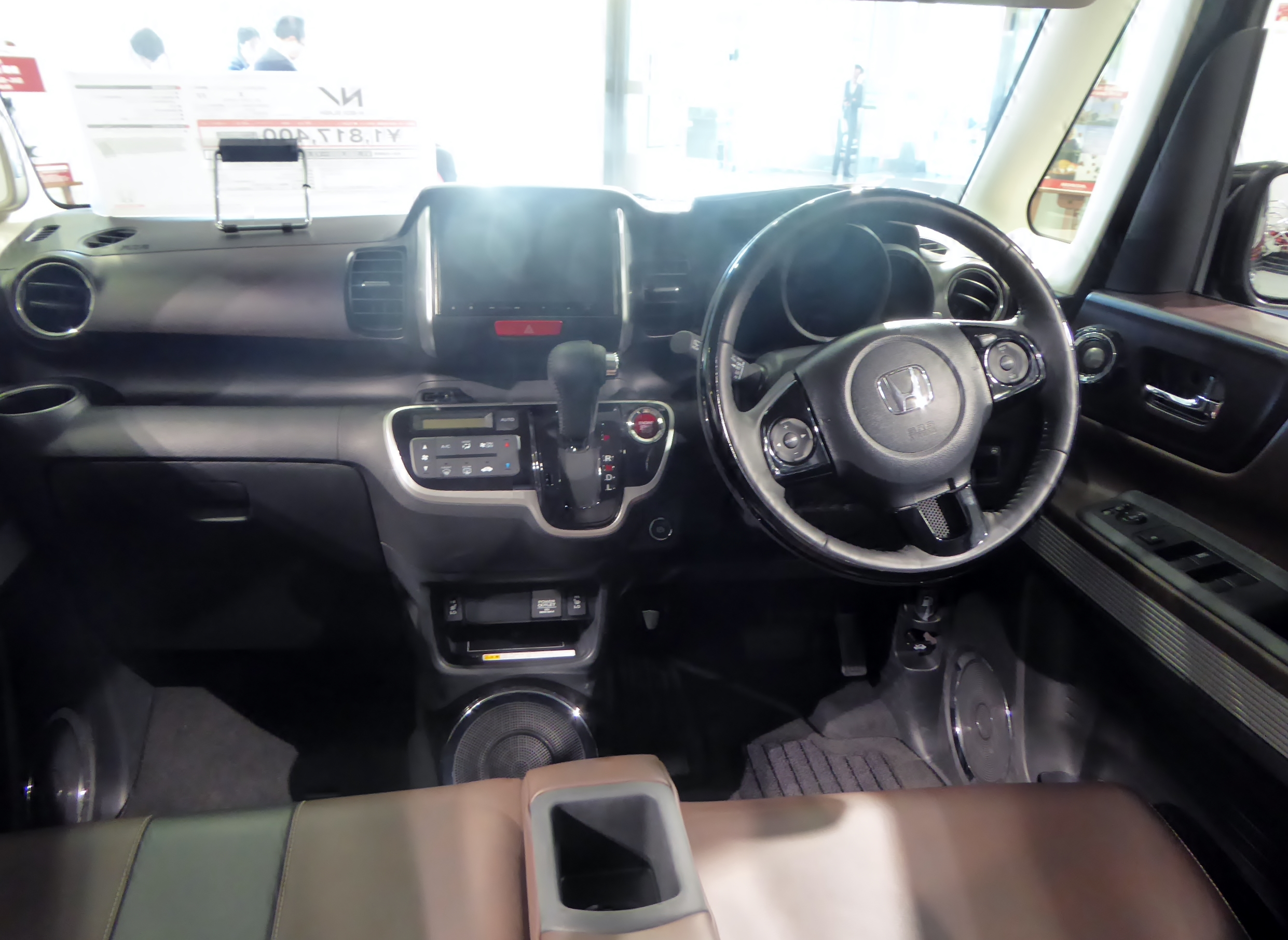
Интерьер

## Второе поколение (JF3/4; 2017)
Второе поколение N-BOX было представлено 25 мая 2017 года, а 31 августа того же года демонстрация проходила через прямую трансляцию на YouTube. Продажи начались 1 сентября 2017 года.
Автомобили имеют технологию Honda Sensing, которая включает в себя систему автономного экстренного торможения с обнаружением пешеходов, систему предупреждения о сходе с полосы с помощью системы удержания полосы движения, ультразвуковую систему смягчения неправильного ускорения и помощь при дорожных знаках. Сиденья могут сдвигаться вперёд и назад, а также откидываться и опрокидываться вверх и вниз. Подголовники сидений съёмные.

В конце декабря 2020 года автомобили прошли фейслифтинг.

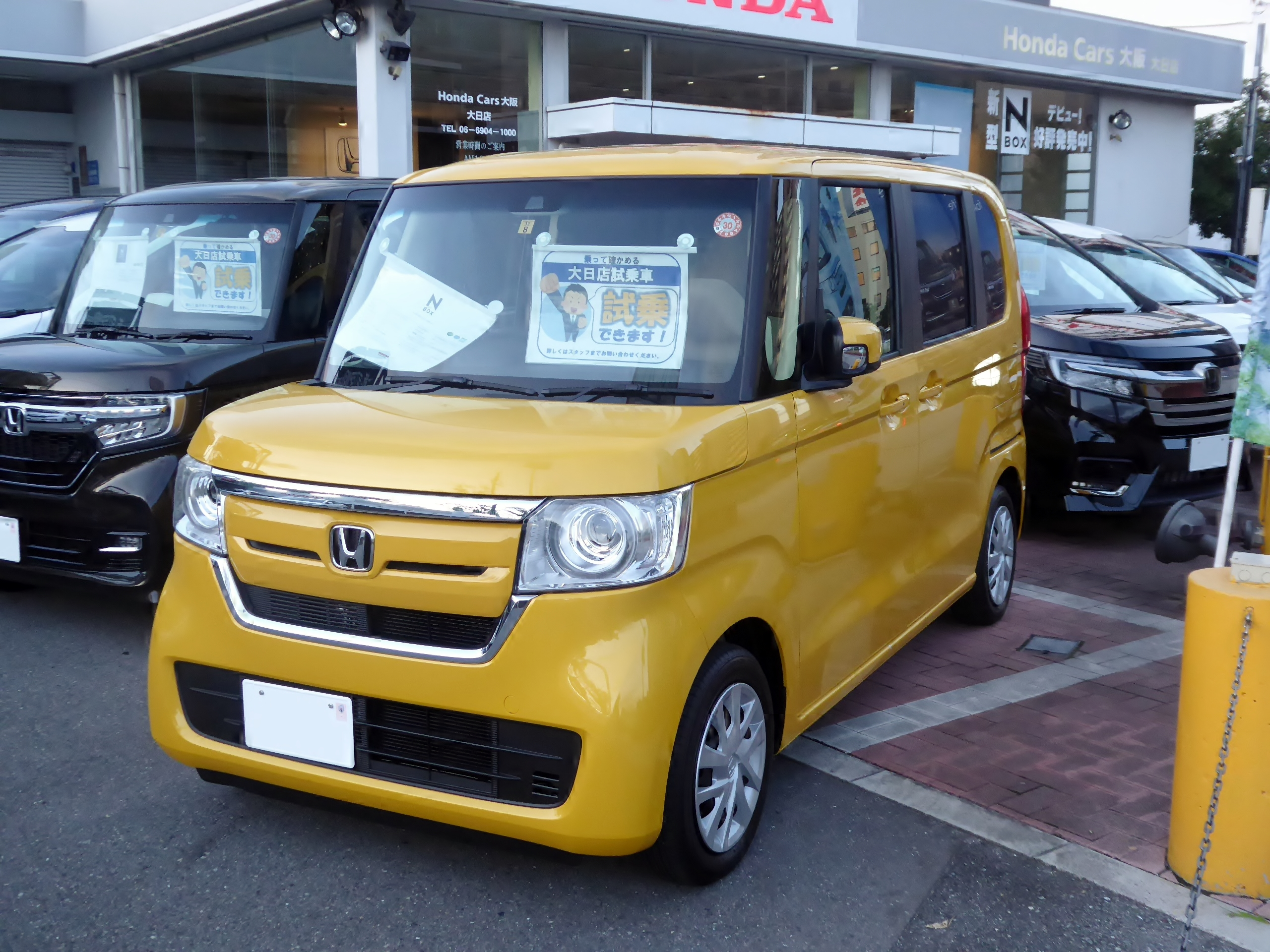
Вид спереди
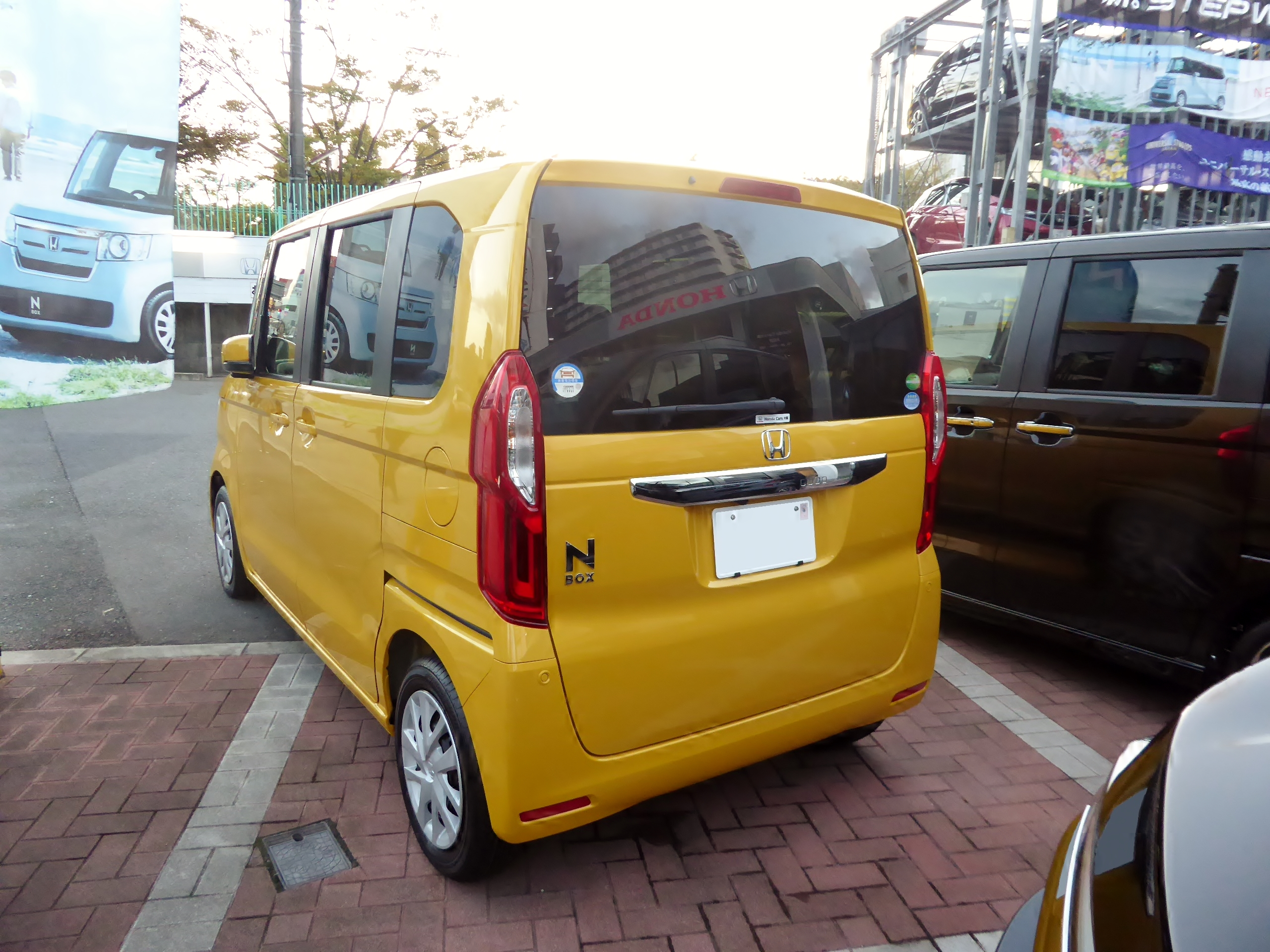
Вид сзади
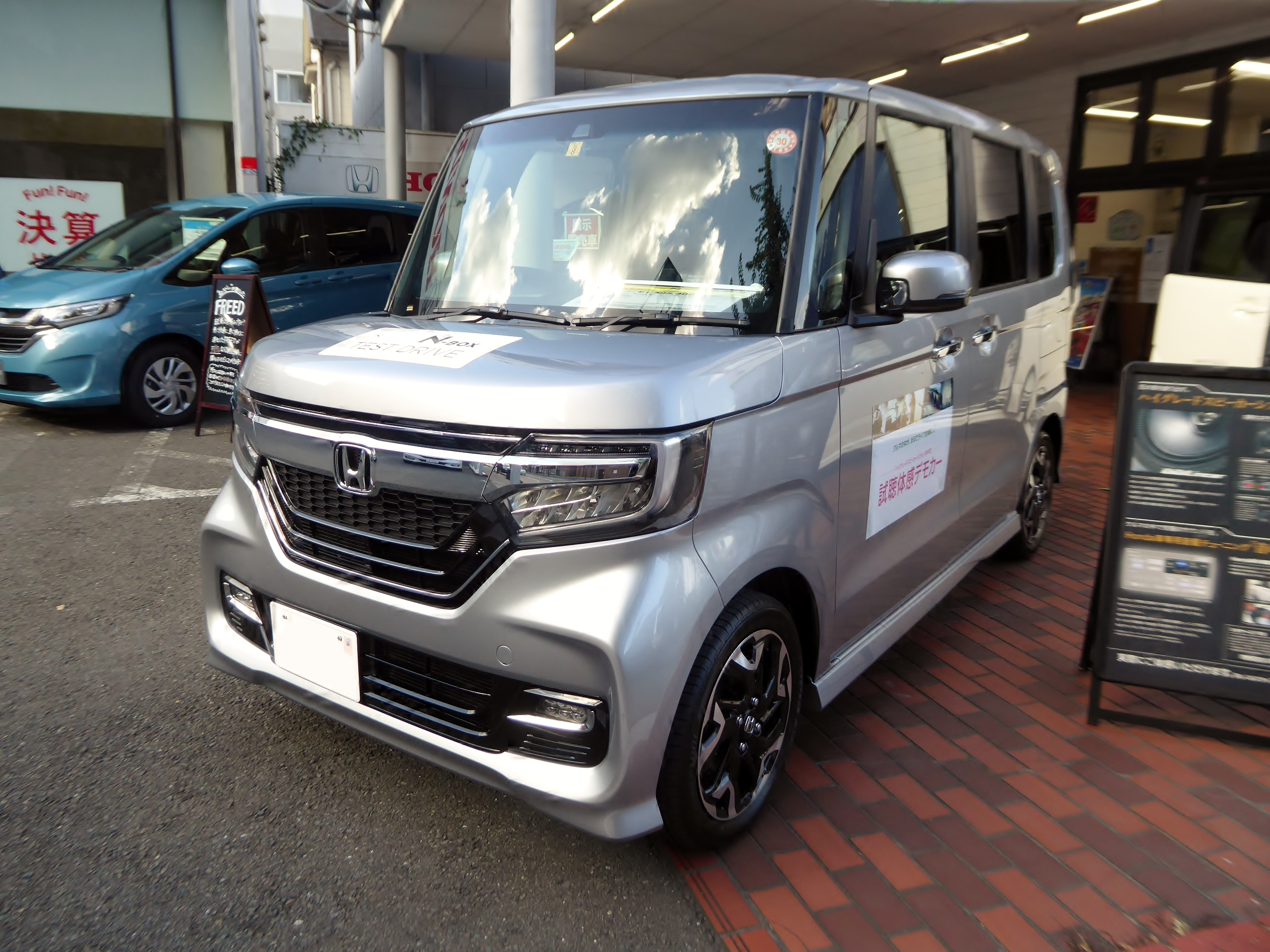
Honda N-BOX Custom G L Turbo
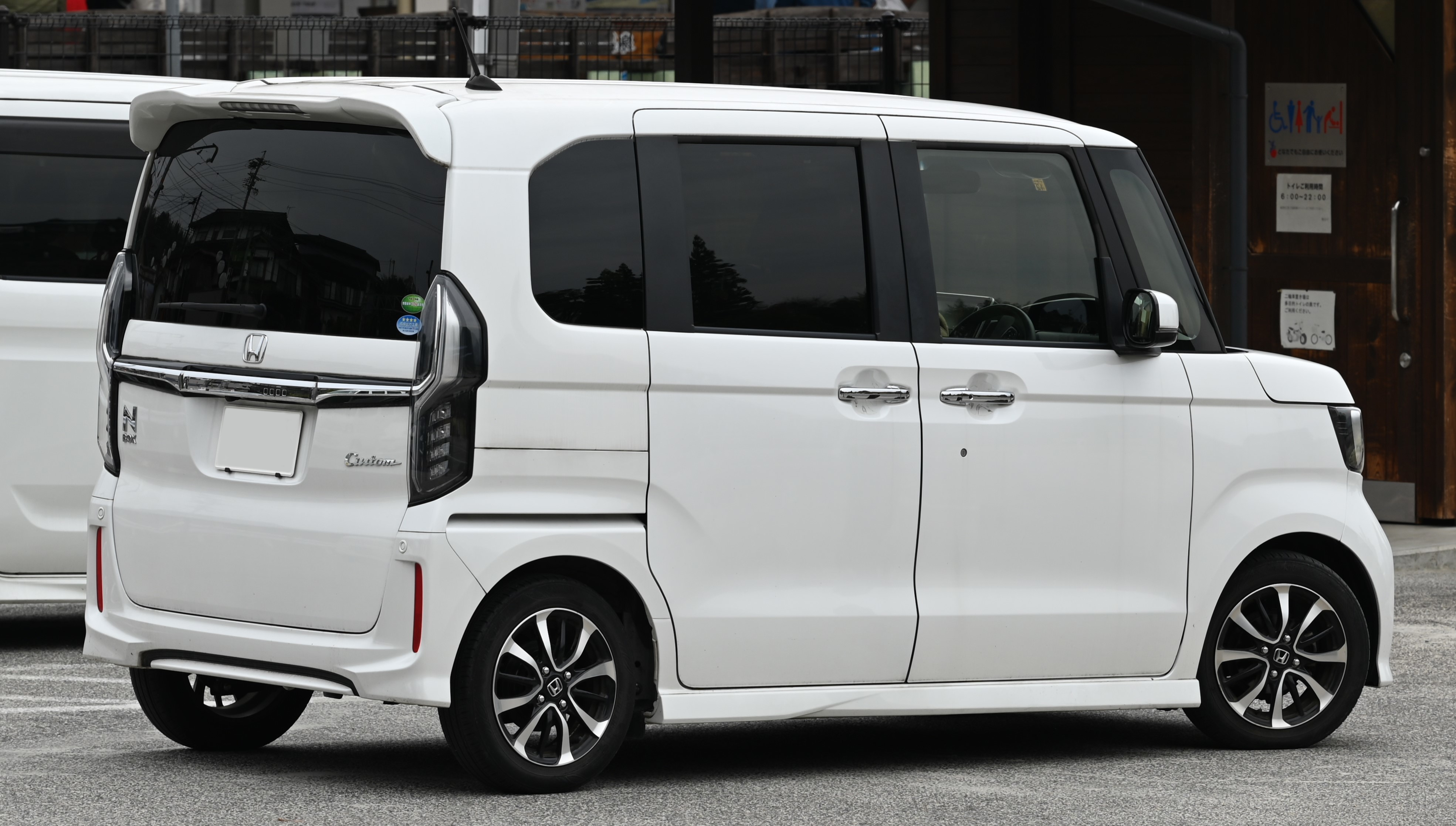
Honda N-BOX Custom
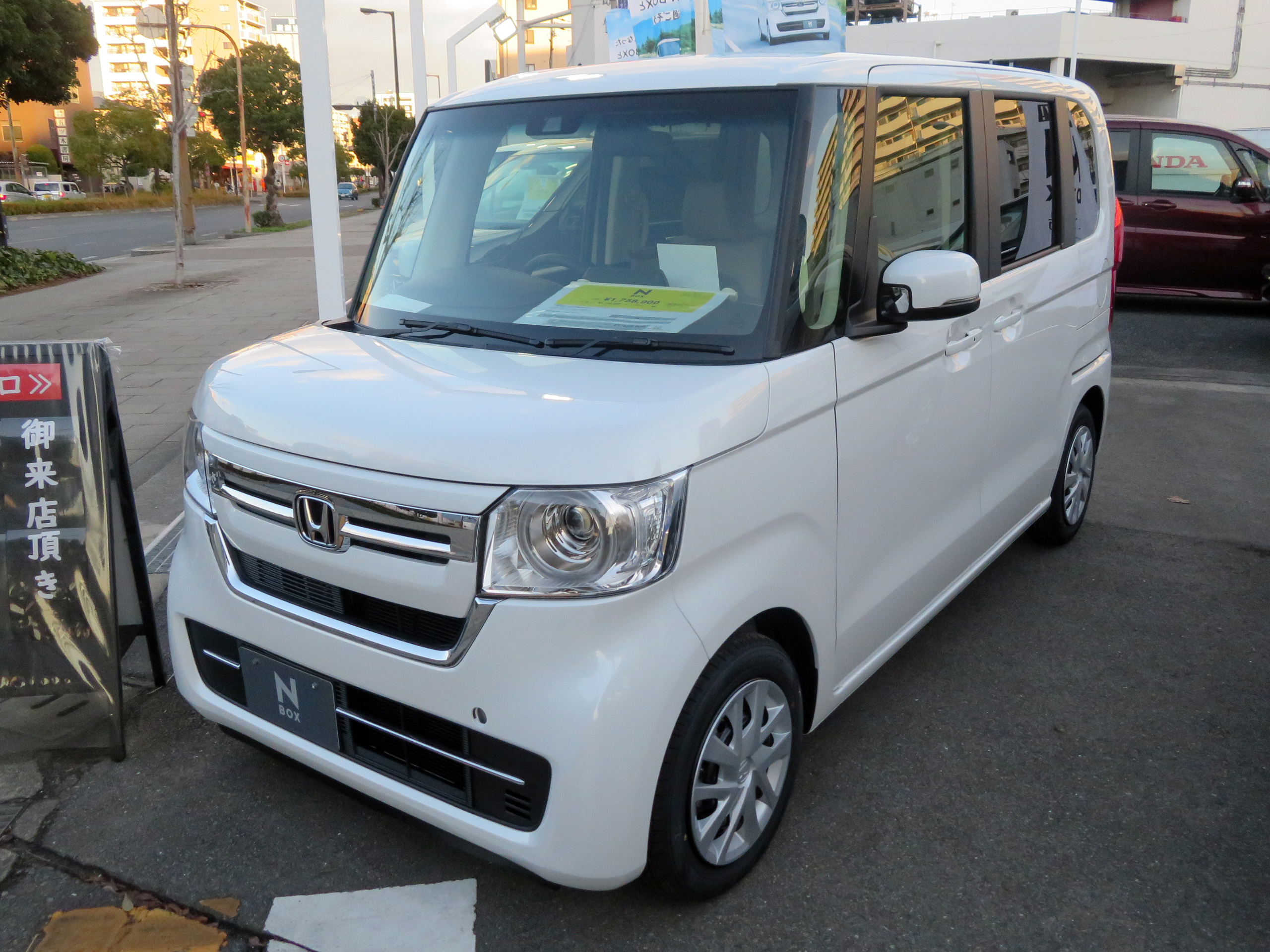
Honda N-BOX L (фейслифтинг)
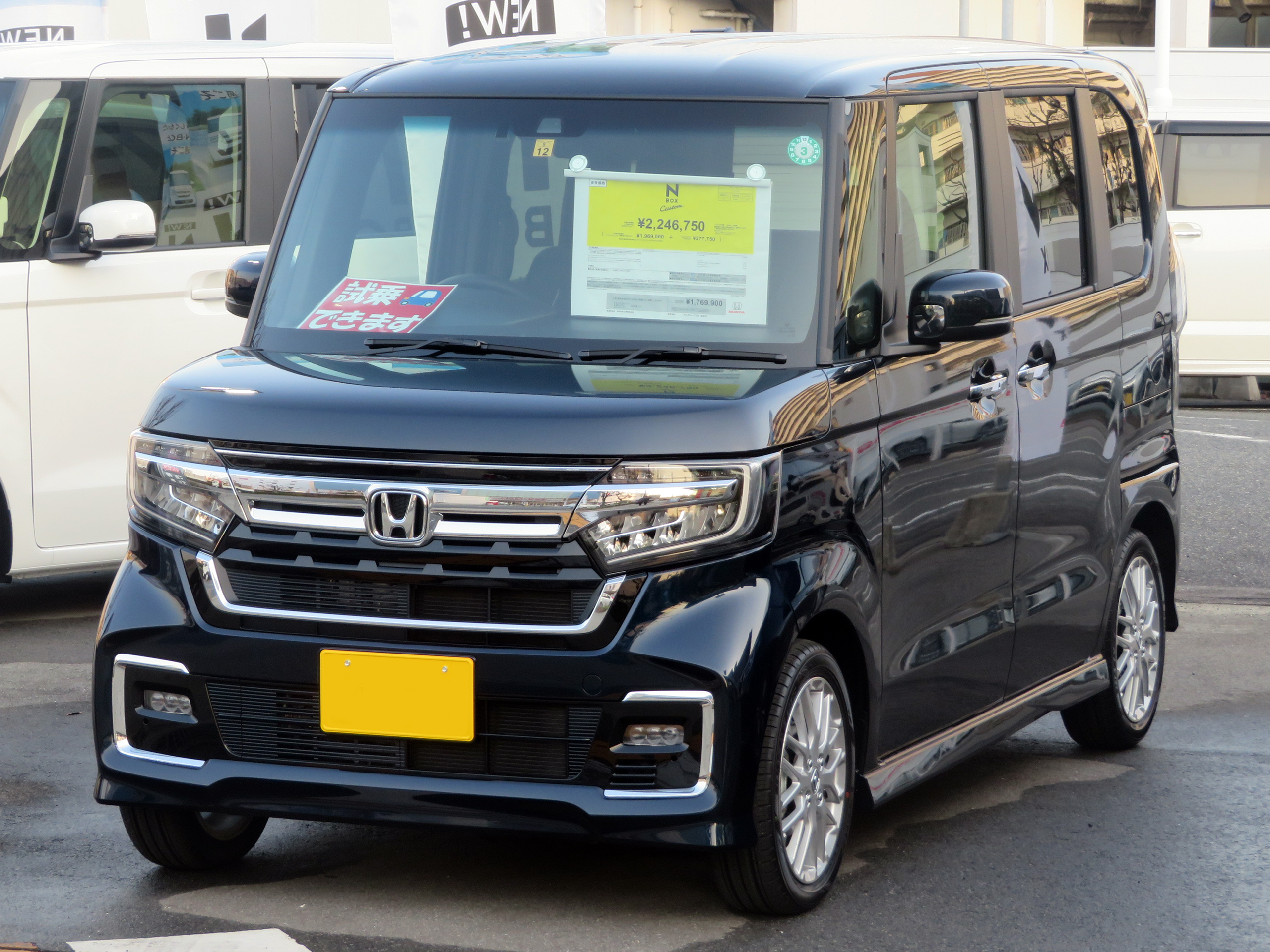
Honda N-BOX Custom L Turbo (фейслифтинг)
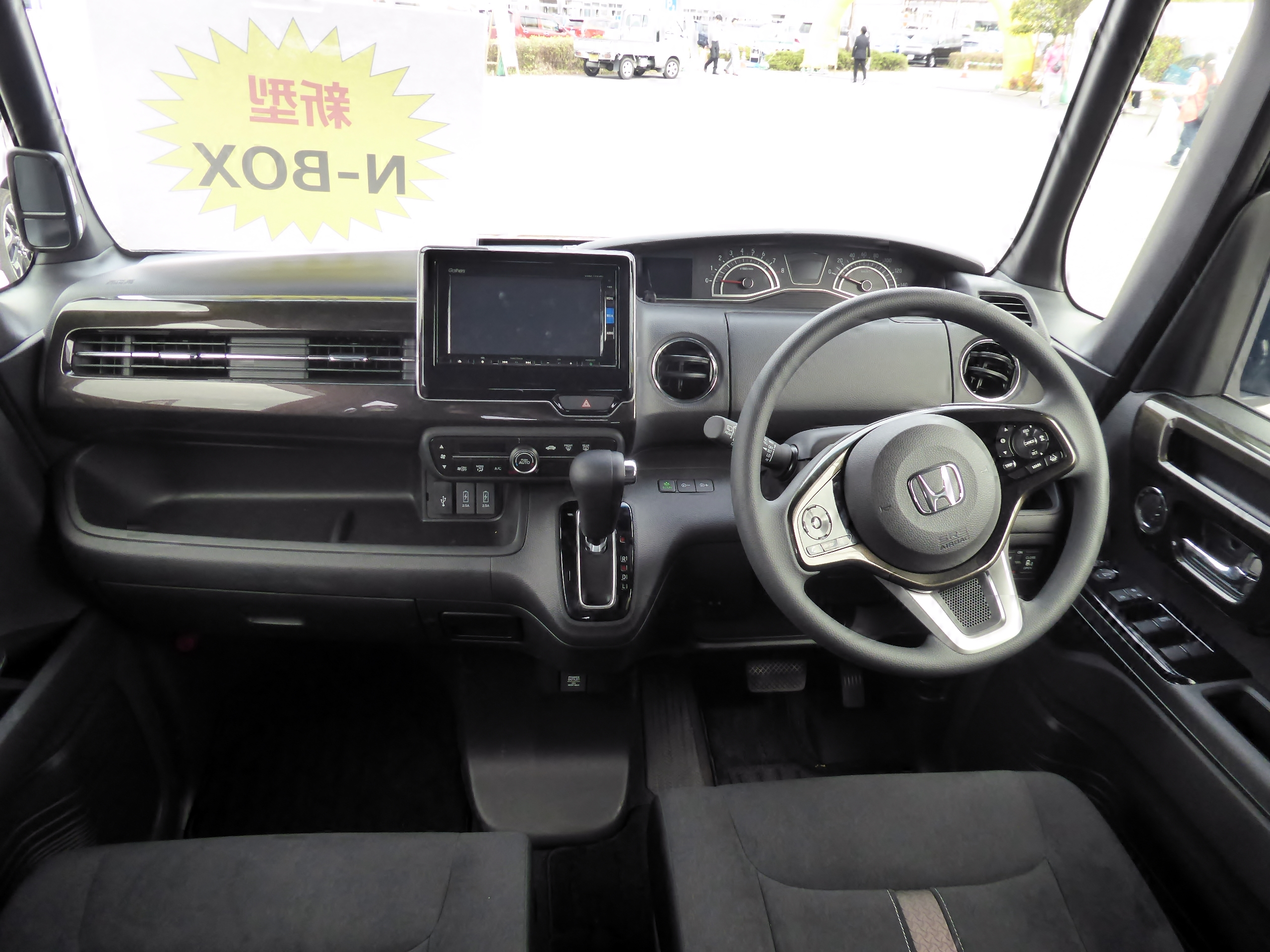
Интерьер

## Третье поколение (JF5/6; 2023)
Третье поколение N-BOX запущено в производство 3 августа 2023 года.

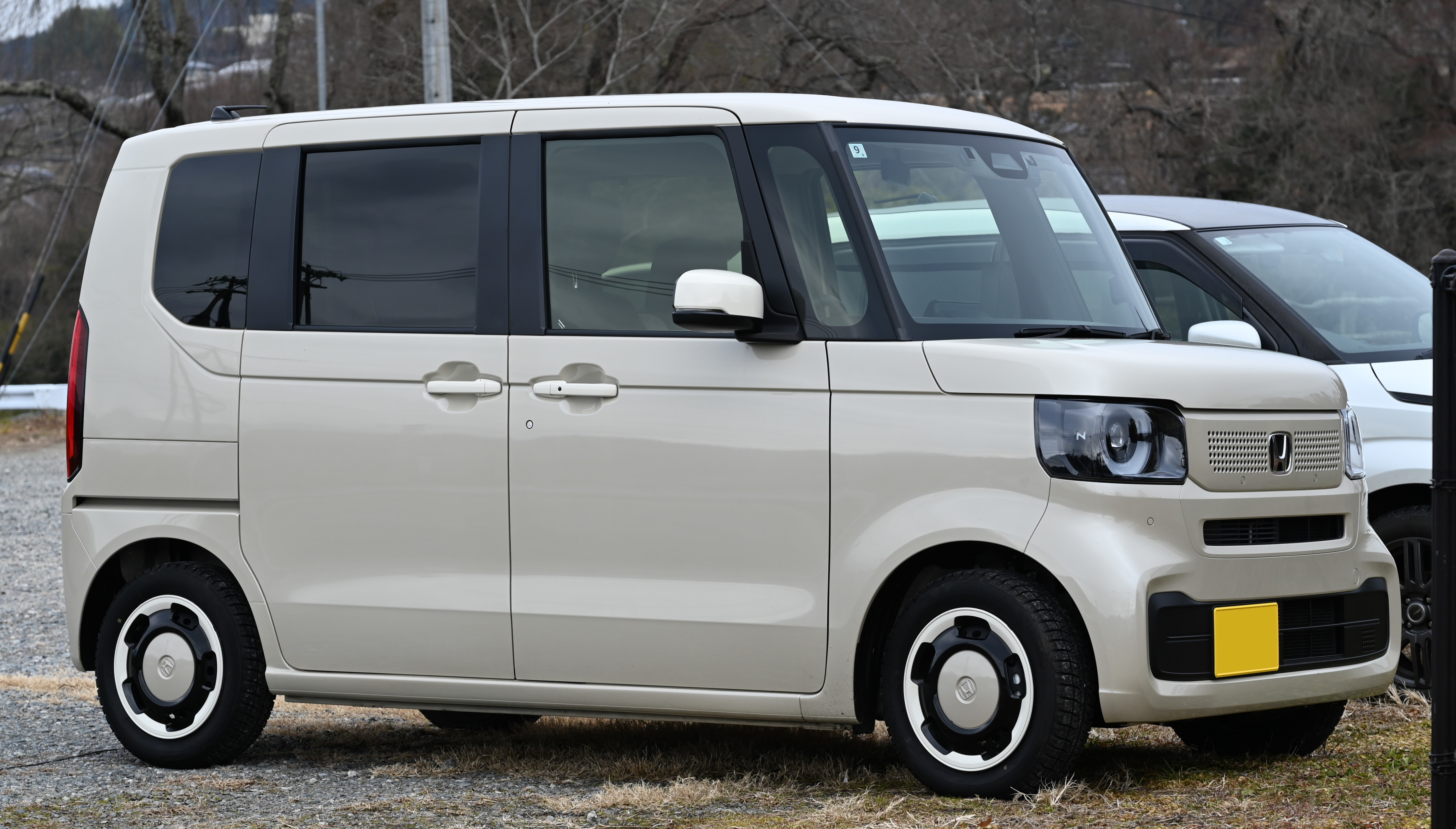
Honda N-BOX Fashion Style
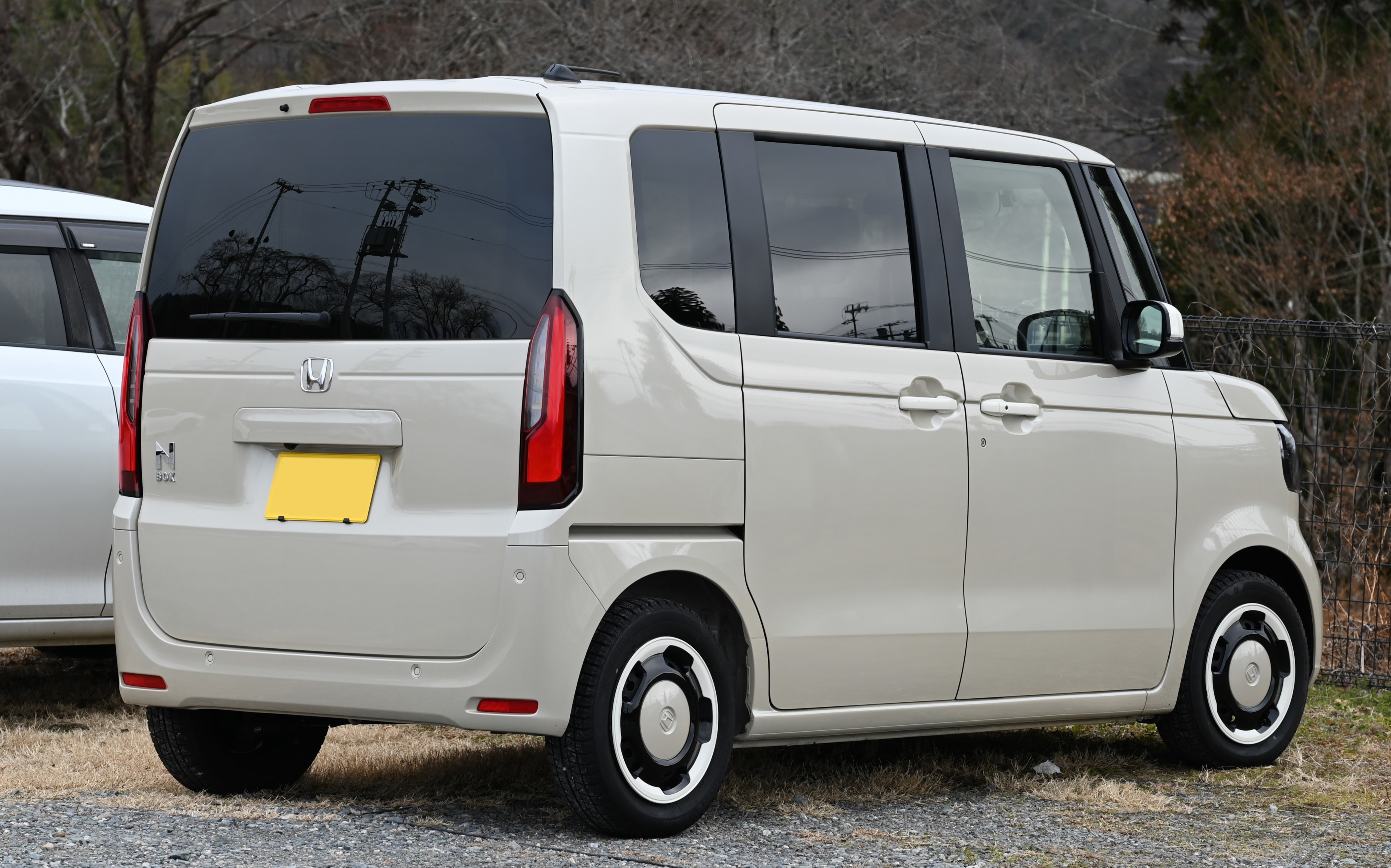
Вид сзади
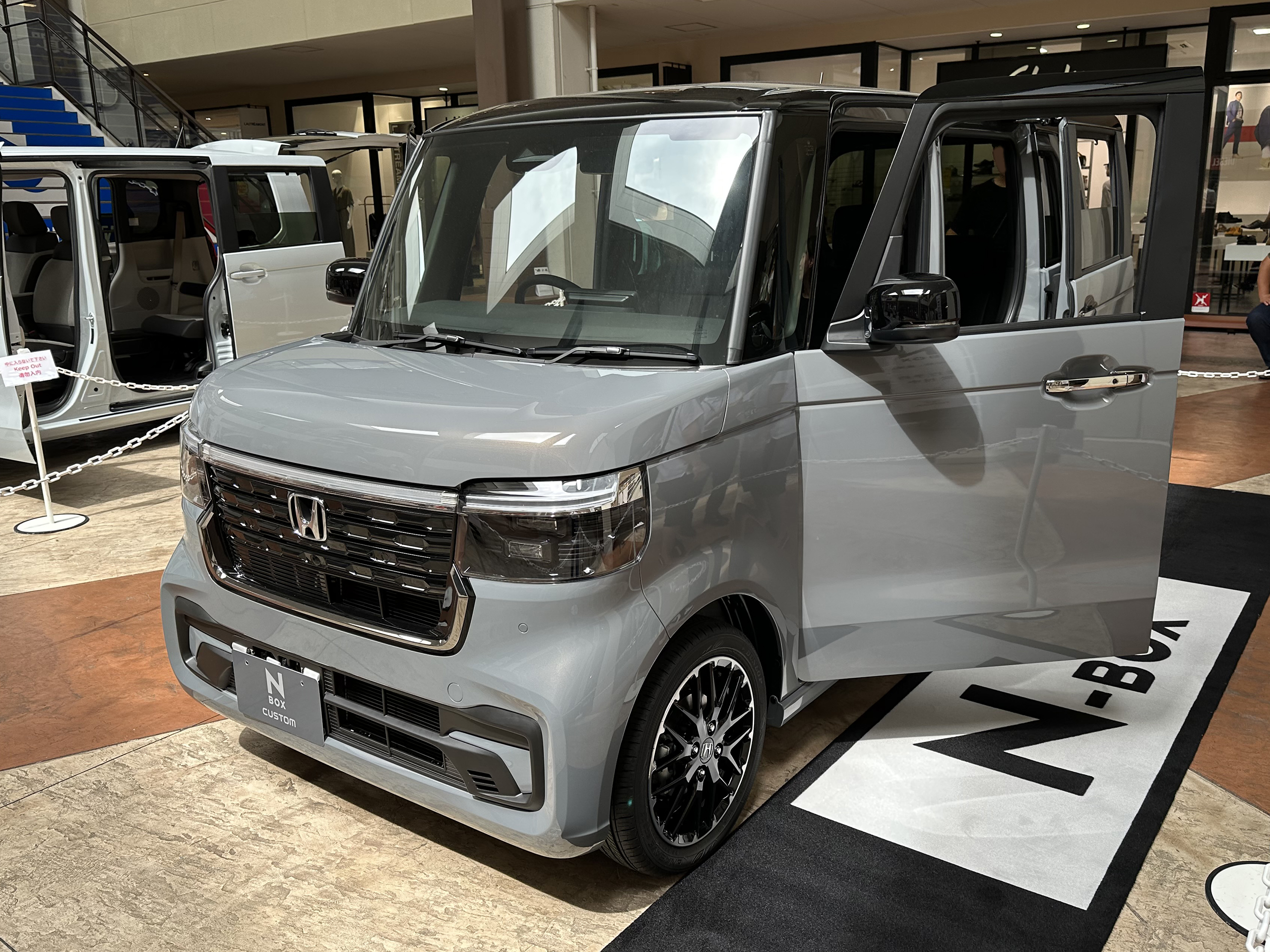
N-BOX Custom Turbo Coordinate Style
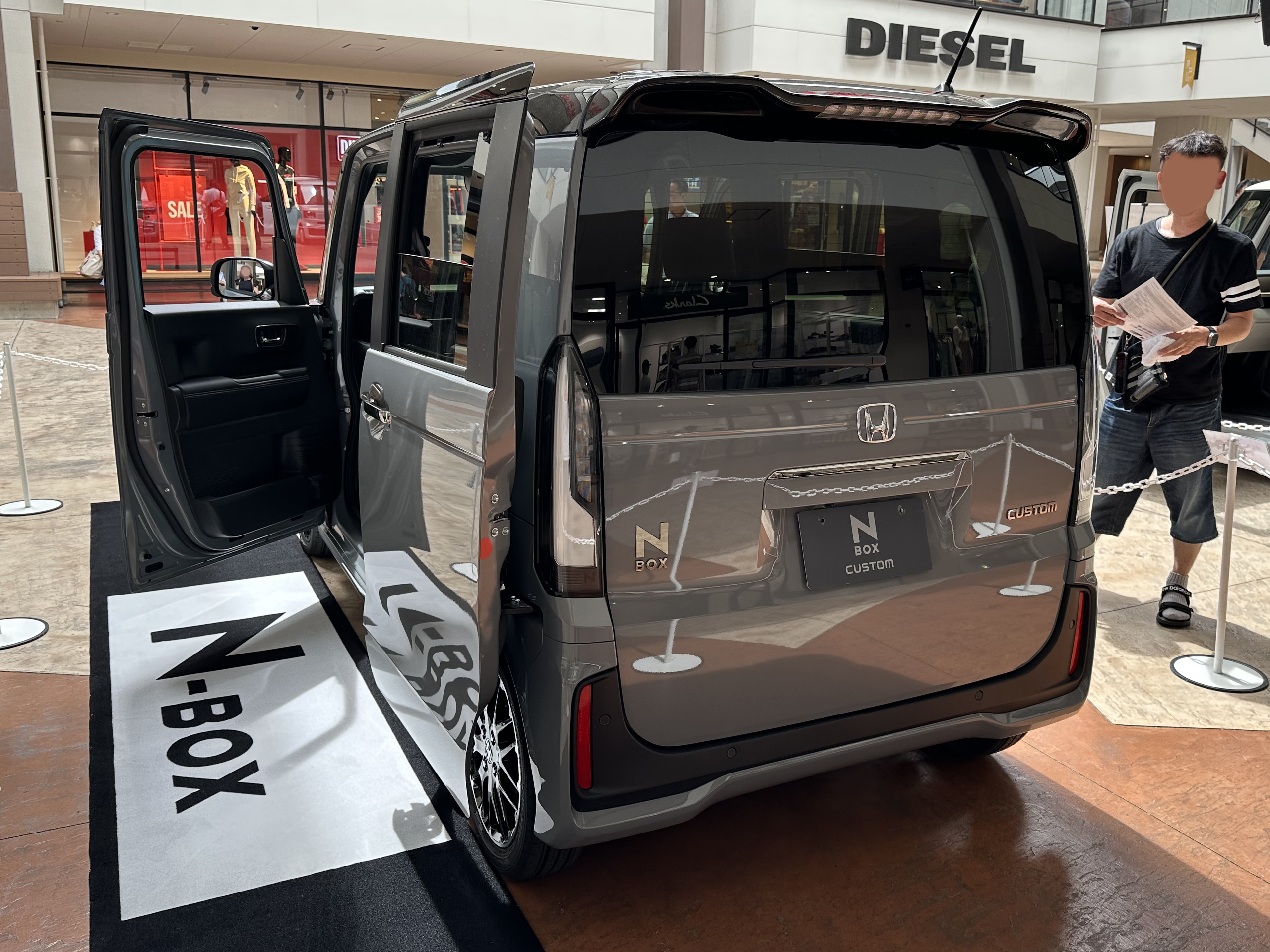
Вид сзади
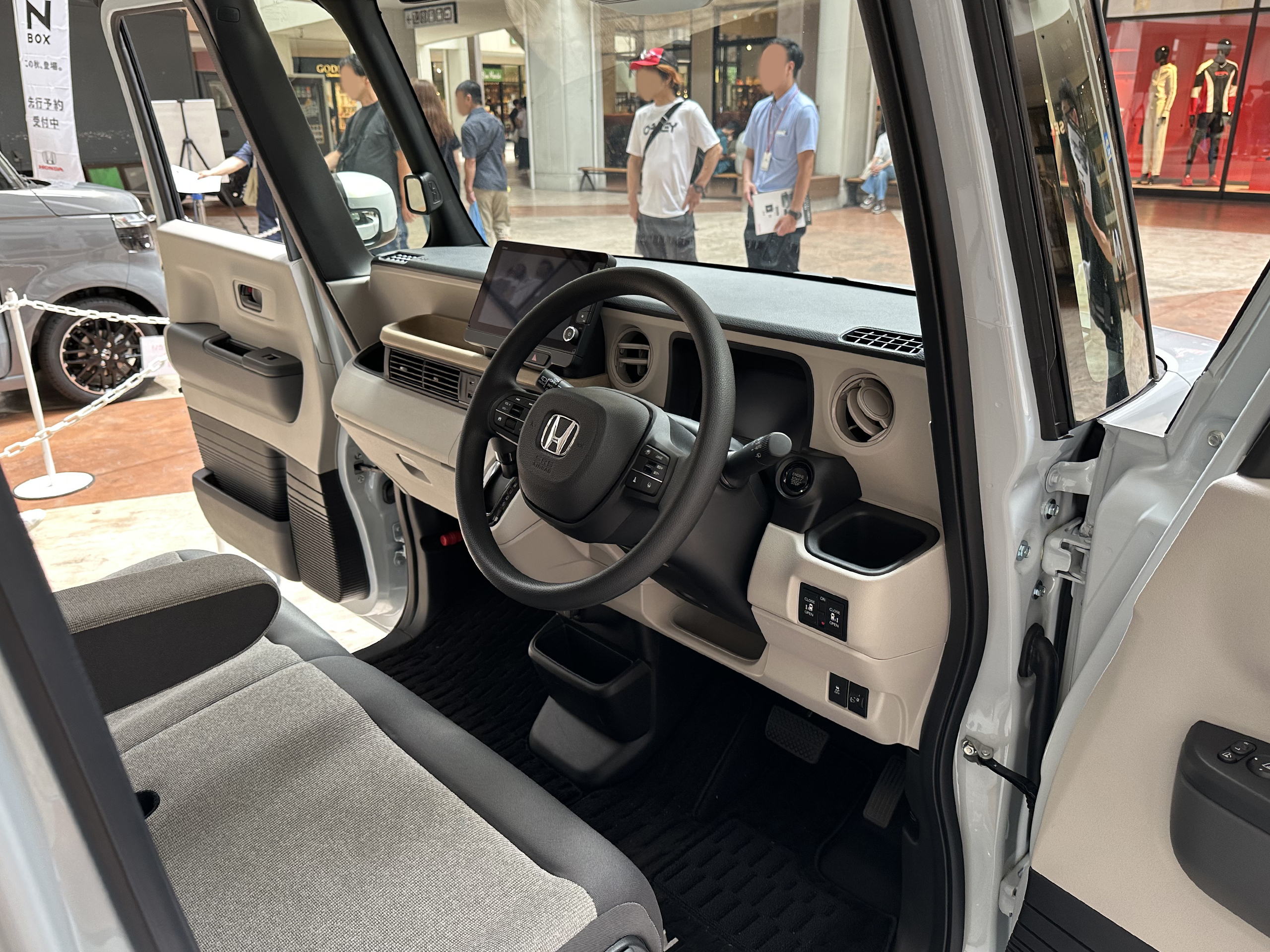
Интерьер

## Награды
- 2017—2018 Car of the Year (Japan Automotive Hall of Fame).
- 2018 Technology of the Year (Automotive Researchers' and Journalists' Conference of Japan)[8].

## Продажи
В декабре 2011 года компания Honda установила ежемесячный план продаж на уровне 12000 единиц для серии N-BOX. Когда автомобиль перешёл с первого на второе поколение, целевой показатель был увеличен до 15000 единиц, однако был превышен в 6-значных числах.
| Год  | Япония |
| ---- | ------ |
| 2011 | 2860   |
| 2012 | 194407 |
| 2013 | 207844 |
| 2014 | 164875 |
| 2015 | 156857 |
| 2016 | 169944 |
| 2017 | 207999 |
| 2018 | 207999 |
| 2019 | 247770 |
| 2020 | 195688 |
| 2021 | 188939 |
| 2022 | 202197 |
| 2023 | 231385 |